# Полуянів
Полуянів — колишнє село в Чернігівській області.

## Короткі відомості
Засновником села Полуянів над берегом Слукова імовірно був якийсь першопоселенець з роду Полуяненків. До реєстру Козелецької сотні 1649 року було записано козаків Григорія і Василя Полуяненків.
В часі терору голодом 1932-1933 років у Полуянові померло не менше 4 людей.
1977 року рішенням Верховної Ради УРСР село Полуянів було приєднано до Омелянова.

## Відомі особистості
В поселенні народився:
- Шелест Олексій Нестерович (1878—1954) — радянський винахідник.